# 헬렌 갤러거
헬렌 갤러거(Helen Gallagher, 1926년 7월 19일~2024년 11월 24일)는 미국의 배우, 댄서, 가수, 분장사이다.